# Юсупов, Магомед Юсупович (политик)
Юсупов Магомед Юсупович (25 ноября 1935, с. Согратль Гунибского района Дагестанской АССР, РСФСР, СССР — 11 января 2018, Москва, Россия) — советский государственный. Первый секретарь Дагестанского областного комитета КПСС (1983—1990), Председатель Совета Министров ДААССР (1978—1983), Депутат Верховного Совета СССР (1979—1983), Народный депутат СССР (1989—1992).

## Биография
По национальности — аварец. Окончил среднюю школу с. Согратль Гунибского района Дагестанской АССР с серебряной медалью, Московский государственный экономический институт.
В 1957 г. после окончания института начал работать экономистом Госплана Дагестанской АССР, с 1960 г. — заместитель начальника планово-экономического отдела Дагестанского совнархоза, с 1963 г. — заместитель председателя Госплана Дагестанской АССР.
В 1966 г. переведен на должность заведующего отделом строительства Дагестанского обкома КПСС. В 1969 г. был избран первым секретарем Буйнакского горкома КПСС. С 1970 г. — секретарь Дагестанского обкома КПСС по промышленности и строительству.
С 1978 по 1983 гг. — Председатель Совета Министров Дагестанской АССР.
С 1983 по 1990 гг. — первый секретарь Дагестанского обкома КПСС.
В 1990 г. переведен в Москву, где работал заместителем Председателя Госплана РСФСР.
С 1992 по 1994 гг. — заместитель Министра экономики России.
С 1994 по 2001 гг. — торговый представитель Российской Федерации в Греческой Республике.
С 2002 по 2008 гг. после ухода на пенсию занимал должность Советника Генерального директора ОАО «Сулакский ГидроКаскад».
Похоронен на Даниловском мусульманском кладбище в Москве.

## Награды
- Орден Ленина
- Два Ордена Трудового Красного Знамени
- Два Ордена «Знак почета»
- Орден «За заслуги перед Республикой Дагестан»
- Медаль «В ознаменование 100-летия со дня рождения Владимира Ильича Ленина»
- Медаль "Ветеран труда"
- Медаль «В память 850-летия Москвы»
- Медаль «40 лет Социалистической Болгарии»
- Почётная грамота Правительства Российской Федерации (25 ноября 1995) — за многолетний добросовестный труд и большой личный вклад в развитие внешнеэкономического сотрудничества Российской Федерации и Греции